# ام‌اس اسکوبیرن
ام‌اس اسکوبیرن (به انگلیسی: MS Skaubryn) یک کشتی بود که طول آن ۴۵۸ فوت (۱۴۰ متر) بود. این کشتی در سال ۱۹۵۰ ساخته شد.